# Gramàtica del grec modern
La gramàtica del grec modern estàndard, com es parla actualment a Grècia i Xipre, és bàsicament la del grec demòtic, encara que ha assimilat alguns elements de la katharévussa, la varietat arcaica i llibresca que imitava les formes del grec clàssic, que va ser la llengua oficial de l'estat grec durant la major part dels segles 19 i 20. La gramàtica del grec modern ha conservat moltes característiques del grec antic però també ha experimentat canvis anàlegs als d'altres llengües indoeuropees modernes, des d'una estructura més sintètica (amb una sintaxi basada en la flexió de les paraules, com verbs, noms, adjectius, etc.) a una altra de més analítica (basada més en una sintaxi posicional i en marcar les relacions sintàctiques amb partícules).

## Característiques generals

### Sintaxi
L'ordre predominant de les paraules en grec és subjecte–verb–objecte, encara que l'ordre de les paraules és bastant variable, amb verb–subjecte–objecte i altres ordres com a alternatives freqüents. En el sintagma nominal, els adjectius apareixen abans del nom (per exemple, το μεγάλο σπίτι, [to meˈɣalo ˈspiti], 'la casa gran'), mentre que el posseïdors apareixen rere del nom (per exemple, το σπίτι μου, [to ˈspiti mu], 'casa meva'; το σπίτι του Νίκου 'la casa d'en Nicolau'). Hi ha construccions alternatives amb l'ordre invertit dels elements com a opció marcada (e.g. το σπίτι το μεγάλο 'la casa la gran'; του Νίκου το σπίτι 'la del Nicolau la casa')
En grec, com en altres llengües amb una morfologia verbal rica, el pronom subjecte no s'explicita si és clarament inferible del context i de la forma del verb. Tot i que l'ordre de les paraules de la majoria d'elements de l'oració és força lliure, alguns elements gramaticals apareixen sempre associats al verb com a clítics i formen amb ell un grup amb un ordre fixat. Això aplica particularment als pronoms objecte àtons, les partícules de negació, i les partícules de temps futur θα [θa], i la de subjuntiu να [na]. De la mateixa manera, els pronoms possessius són enclítics del nom que qualifiquen.

### Morfologia
El grec és en gran part una llengua sintètica. Encara que la complexitat de les conjugacions i de les declinacions s'ha reduït força en comparació amb el grec antic, roman un grau considerable de continuïtat en el sistema morfològic, i el grec conserva encara un caràcter una mica arcaic en comparació amb altres llengües indoeuropees d'Europa. Els noms, adjectius i verbs estan repartits en diferents classes flexives (declinacions i conjugacions), caracteritzats per diferents tipus de terminacions. En els nominals, l'antic sistema flexiu es manté ben present, amb l'excepció de la desaparició del cas datiu, i de la reestructuració d'algunes classes flexives. En el sistema verbal s'han perdut més categories flexives sintètiques, en canvi l'evolució de la llengua ha fer aparèixer altres noves construccions analítiques (perifràstiques, una mica com ha passat amb les llengües romàniques).

### Característiques de l'àrea lingüística balcànica
El grec comparteix algunes característiques sintàctiques amb els seus veïns geogràfics, amb els que forma la denominada àrea lingüística balcànica o sprachbund. Entre aquestes característiques hi ha:
- L'absència d'un infinitiu. Els complements verbals que requeririen un infinitiu, per exemple en català, es formen amb formes verbals en subjuntiu (e.g. θέλω να πάω, [ˈθelo na ˈpao], literalment 'jo vull que jo hi vagi', i.e. 'Jo hi vull anar').
- La fusió dels casos datiu i genitiu. En grec, l'objecte indirecte s'expressa en part amb les formes de genitiu de noms i pronoms (e.g. πέστε μου, [ˈpeste mu], 'digueu-me'), i en part amb paràfrasis formades amb preposició com σε ([se], 'a') o για ([ja], 'per a') i les formes d'acusatiu.
- L'ús d'una construcció del futur derivada del verb voler (θέλει να [ˈθeli na] > θα [θa]).
- Una tendència a usar pronoms febles redundants (pleonasme) al davant del verb, és a dir, repetir un objecte que ja s'explicita en una altra part de l'oració: per exemple, το είδα το αυτοκίνητο ([to ˈiða to aftoˈcinito], 'El vaig veure, l'automòbil".

Per altra banda, el grec no comparteix un notori fenomen de l'àrea lingüística balcànica que és l'ús de l'article definit posposat, com fan el búlgar i el romanès. L'article definit del grec modern, com el del grec antic, sempre va al davant del seu nom.

## Accent
El grec modern té un accent d'intensitat, semblant per exemple al del català. L'accent grec s'escriu sobre les vocals tòniques de totes les paraules que en tenen. La marca de l'accent té la mateixa forma de l'accent agut (΄), i es posa sobre la vocal tònica. En grec s'anomena οξεία (oxeia, "agut") o τόνος (tonos, "accent"). El primer nom, 'agut', ve de l'ortografia politònica, el sistema d'accentuació antic abandonat oficialment el 1982, que tenia tres tipus diferents d'accent: agut, greu i circumflex.
La majoria de monosíl·labs no tenen accent, com το ([to], "el") i ποιος ([pços], "qui"). Les excepcions inclouen la conjunció ή ([i], "o"), els adjectius interrogatius πώς ([pos], "com") and πού ([pu], "on"), tant en preguntes indirectes com indirectes i en algunes frases fetes com πού και πού ([pu ce pu], "algunes vegades, de tant en tant") i πώς και πώς ([pos ce pos], "de bona gana, sigui com sigui"). A més, el pronoms personals febles tenen accent quan apareixen com proclítics del verb (vegeu més avall). Per exemple, ο σκύλος μού γάβγισε ([o ˈscilos mu ˈɣavʝise], "el gos em va bordar", aquí μού és un pronom d'objecte indirecte abans del seu verb) en comptes de ο σκύλος μου γάβγισε ([o ˈscilos‿mu ˈɣavʝise], "el meu gos va bordar", aquí μου és un possessiu rere del seu referent posseït).
Els enclítics es pronuncien lligats a la paraula anterior. La majoria d'enclítics són pronoms personals febles. Els enclítics no modifiquen l'accent de la paraula anterior quan aquesta té l'accent a l'última o la penúltima síl·laba, per exemple οδηγός μας ([oðiˈɣos‿mas], "els nostre conductor") i βιβλίο σου ([viˈvlio‿su], "el teu llibre"). Però quan la paraula anterior porta l'accent a l'antepenúltima síl·laba, l'enclític provoca que l'última síl·laba també rebi un accent. Per exemple, δάσκαλος ([ˈðaskalos], "mestre") però δάσκαλός μου ([ˈðaskaˌlos‿mu], "el meu mestre") i φόρεσε ([ˈforese], "porta!" (imperatiu)) però φόρεσέ το ([ˈforeˌse‿to], "porta-ho!"). Finalment, els enclítics porten accent només quan apareixen davant d'un altre enclític i els dos determinen un imperatiu accentuat a la penúltima síl·laba. Per exemple, φέρε μού το ([ˈfere‿ˌmu‿to], "porta-m'ho").
Per als dígrafs que es pronuncien com un sol fonema com αι [e], οι [i] i ει [i] i per als casos αυ ([af] o [av]) i ευ ([ef] o [ev]), l'accent es posa sobre la segona lletra del del grup com a αί, εί, αύ, etc. Quan l'accent es posa a la primera lletra, cal pronunciar el grup de vocals com un diftong tònic, per exemple άι [á͜i] com a γάιδαρος ([ɣá͜iðaros], "ruc"). Quan la segona lletra porta una dièresi, el grup de vocals es pronuncia sovint com un diftong, per exemple αϊ [a͜i] com a παϊδάκια ([pa͜iˈdaca], "costelles"). Finalment, quan l'accent apareix a la segona lletra acompanyat amb uan dièresi, les vocals es pronuncien separadament i la segona vocal és la tònica, per example αΐ [aˈi] com a σαΐτα ([saˈita], "avió de paper").
Com en grec antic, en grec modern l'accent no pot quedar més enrere de l'antepenúltima síl·laba (En grec: νόμος της τρισυλλαβίας, o llei de limitació, històricament també anomenada llei de les tres mores).
D'aquesta llei resulta que molts noms imparisíl·labs, i.e. noms que no tenen el mateix nombre de síl·labes a totes les seves inflexions, si són accentuats a l'antepenúltima síl·laba, desplacen l'accent una síl·laba endavant a les formes que afegeixen una síl·laba. Per exemple nom.sing. μάθημα ([ˈmaθima], "lliçó" però gen.sing. μαθήματος [maˈθimatos] i nom.pl. μαθήματα [maˈθimata], etc. Tot i així, hi ha casos de desplaçament de l'accent sense addició d'una síl·laba que es deuen a raons històriques; les vocal llargues i els diftongs ocupaven dos mores que tenien el mateix resultat que l'addició d'una síl·laba. Per exemple nom.sing. άνθρωπος ([ˈanθropos], "persona") però gen.sing. ανθρώπου [anˈθropu], gen.pl. ανθρώπων [anˈθropon] i acc.pl. ανθρώπους [anˈθropus].

## Verb
La morfologia del verb grec està estructurada al voltant dels contrastos entre dos categories: dos aspectes (imperfectiu i perfectiu o aorist) i dos temps (passat i present o no-passat). Els dos aspectes s'expressen amb dos rels verbals diferents per a cada verb, mentre que els temps s'expressen bàsicament amb grups diferents de terminacions.
De les quatre possibles combinacions, només tres es poden fer servir en mode indicatiu: el present (i.e. imperfectiu no-passat, que expressa tant una acció en el moment actual, com una acció habitual), l'imperfet (i.e. imperfectiu passat, que expressa una acció continuada en el passat) i l'aorist (i.e. perfectiu passat, anàleg al nostre perfet perifràstic, que expressa una acció puntual o acabada en el passat).
Les quatre combinacions es poden fer servir en mode subjuntiu, on típicament apareixen precedides de la partícula subordinant να o per altres conjuncions subordinants.
També hi ha dos imperatius, un per a cada aspecte (imperfectiu per a una acció continuada, perfectiu per a una acció puntual o acabada).
A més d'aquestes formes bàsiques, el grec també té unes quantes construccions verbals perifràstiques. El passat perfet (com en català, expressa una acció acabada amb efecte en el present) es construeixen amb formes personals del present del verb auxiliar έχω ('tenir') i una forma verbal invariant derivada de la rel perfectiva. El passat plusquamperfet (com en català, expressa una acció acabada en el passat respecte a una altra acció passada) es construeix anàlogament amb l'imperfet del mateix verb auxiliar.
A més, totes les formes bàsiques es poden combinar amb la partícula de futur θα (històricament derivada del verb θέλω, 'voler'). En combinació amb les formes de present construeix el futur imperfectiu (que expressa una acció continuada futura) i el futur perfectiu (que expressa una acció puntual futura o que s'acabarà en el futur). En combinació amb les formes del passat construeix el condicional imperfectiu (que expressa una acció possible) i el condicional perfectiu (que expressa una acció hipotètica, una suposició).
Els verbs del grec modern tenen a més tres formes no-finites:
Hi ha una forma anomenada tradicionalment "απαρέμφατο" (aparèmfato, i.e. "infinitiu", literalment la "forma invariable"), que històricament deriva de l'infinitiu perfectiu (aorist), però que avui ha perdut totes les funcions sintàctiques típicament associades amb aquesta categoria. Només s'utilitza per formar les formes perifràstics de perfet (el perfet i el plusquamperfet), i sempre és formalment idèntica a la tercera persona del singular del 
subjuntiu simple (o perfectiu no-passat).
També hi ha un participi passiu, típicament acabat en -μένος, -μένη, -μένο (-menos, -meni, -meno), que es flexiona com un adjectiu regular. Es fa servir com un adjectiu canònic, o com a part d'una perífrasi alternativa del perfet amb verbs transitius.
Finalment, hi ha una altra forma invariable, formada a partir del temps present i normalment acaba en -ώντας (-óntas), anomenada variablement participi present o gerundi pels autors moderns. Històricament deriva d'un antic participi present, però el seu únic ús actualment és formar subordinades adverbials de mode, que corresponen aproximadament a un gerundi del català.
Alguns exemples:
- Perífrasi regular de perfet amb aparèmfato ("forma invariable"), per exemple:
  - Έχω γράψει την επιταγή ([ˈexo ˈɣrapsi tin epitaˈʝi], 'He escrit el xec')
- Perífrasi alternativa de perfet amb participi passiu, per exemple:
  - Έχω την επιταγή γραμμένη ([ˈexo tin epitaˈʝi ɣraˈmeni], 'He escrit el xec', literalment 'He escrita el xec', concorda per gènere)
- Frase adverbial amb partici present / gerundi, per exemple:
  - Έτρεξε στο δρόμο τραγουδώντας ([ˈetrekse sto ˈðromo traɣuˈðondas], 'va córrer pel carrer cantant')

Encara que les terminacions de persona i nombre són prou regulars a tots els verbs, la formació de les dues rels bàsiques de cada verb (imperfectiva o de present, i perfectiva o d'aorist) mostren moltes irregularitats i poden seguir un bon nombre de patrons idiosincràtics diferents.

### Primera conjugació
Aquestes taules exemplifiquen el paradigma dels verbs amb accent a la rel, anomenats paroxítons, que és la classe flexiva més important.
Alguns dels patrons típics d'aquests verbs per formar el tema d'aorist a partir del tema de present són: les transformacions consonàntiques {alveolar ‑ν > ‑σ}, {labials -π/φ/υ/β > ‑ψ} i {velars -χ/γ > ‑ξ}, allargar o escurçar la rel de diferents maneres, canvi de vocal, etc. Per altra banda, hi ha verbs on les dues rels són completament diferents (històricament provenen de verbs diferents).
| Aspecte     | Rel   |                     | No passat                       | Passat      | Imperatiu          |
| ----------- | ----- | ------------------- | ------------------------------- | ----------- | ------------------ |
| Imperfectiu | γραφ- |                     | Present (indicatiu + subjuntiu) | Imperfet    | [acció continuada] |
| Imperfectiu | γραφ- | ('escric')          | ('escrivia')                    | ('escriu!') |                    |
| Imperfectiu | γραφ- | 1.Sg.               | γράφω                           | έγραφα      | γράφε              |
| Imperfectiu | γραφ- | 2.Sg.               | γράφεις                         | έγραφες     | γράφε              |
| Imperfectiu | γραφ- | 3.Sg.               | γράφει                          | έγραφε      | γράφε              |
| Imperfectiu | γραφ- | 1.Pl.               | γράφουμε                        | γράφαμε     | γράφετε            |
| Imperfectiu | γραφ- | 2.Pl.               | γράφετε                         | γράφατε     | γράφετε            |
| Imperfectiu | γραφ- | 3.Pl.               | γράφουν(ε)                      | έγραφαν(ε)  | γράφετε            |
| Perfectiu   | γραψ- |                     | Subjuntiu                       | Aorist      | [acció puntual]    |
| Perfectiu   | γραψ- | ('que jo escrigui') | ('vaig escriure')               | ('escriu!') |                    |
| Perfectiu   | γραψ- | 1.Sg.               | γράψω                           | έγραψα      | γράψε              |
| Perfectiu   | γραψ- | 2.Sg.               | γράψεις                         | έγραψες     | γράψε              |
| Perfectiu   | γραψ- | 3.Sg.               | γράψει                          | έγραψε      | γράψε              |
| Perfectiu   | γραψ- | 1.Pl.               | γράψουμε                        | γράψαμε     | γράψτε             |
| Perfectiu   | γραψ- | 2.Pl.               | γράψετε                         | γράψατε     | γράψτε             |
| Perfectiu   | γραψ- | 3.Pl.               | γράψουν(ε)                      | έγραψαν(ε)  | γράψτε             |

|             | Amb partícula subordinant "να": subjuntius | Amb partícula subordinant "να": subjuntius | Amb partícula subordinant "να": subjuntius | Amb partícula subordinant "να": subjuntius    |
| ----------- | ------------------------------------------ | ------------------------------------------ | ------------------------------------------ | --------------------------------------------- |
| No passat   | No passat                                  | Passat                                     | Passat                                     |                                               |
| Imperfectiu | να γράφει                                  | '(que) ell escrigui', 'estar escrivint'    | να έγραφε                                  | '(que) ell escrigués, 'haver estat escrivint' |
| Perfectiu   | να γράψει                                  | '(que) ell hagi escrit', 'escriure'        | να έγραψε                                  | '(que) ell hagués escrit', 'haver escrit'     |

|             | Amb partícula de futur "θα": futurs i condicionals | Amb partícula de futur "θα": futurs i condicionals | Amb partícula de futur "θα": futurs i condicionals | Amb partícula de futur "θα": futurs i condicionals |
| ----------- | -------------------------------------------------- | -------------------------------------------------- | -------------------------------------------------- | -------------------------------------------------- |
| No passat   | No passat                                          | Passat                                             | Passat                                             |                                                    |
| Imperfectiu | θα γράφει                                          | 'ell escriurà'                                     | θα έγραφε                                          | 'ell escriuria'                                    |
| Perfectiu   | θα γράψει                                          | 'ell haurà escrit'                                 | θα έγραψε                                          | 'ell hauria escrit, potser va escriure'            |

|                   | Perfets perifràstics amb auxiliar "έχω" i forma invariable aparèmfato | Perfets perifràstics amb auxiliar "έχω" i forma invariable aparèmfato | Perfets perifràstics amb auxiliar "έχω" i forma invariable aparèmfato | Perfets perifràstics amb auxiliar "έχω" i forma invariable aparèmfato |
| ----------------- | --------------------------------------------------------------------- | --------------------------------------------------------------------- | --------------------------------------------------------------------- | --------------------------------------------------------------------- |
| No passat, Perfet | No passat, Perfet                                                     | Passat, Plusquamperfet                                                | Passat, Plusquamperfet                                                |                                                                       |
|                   | έχω γράψει                                                            | 'he escrit'                                                           | είχα γράψει                                                           | 'havia escrit'                                                        |

### Segona conjugació
Aquestes altres taules exemplifiquen el paradigma dels verbs amb accent a la terminació, anomenats oxítons. Només es mostren les formes bàsiques; les perifràstiques es formen com al model de més amunt.
La majoria d'aquests verbs formen el seu aorist afegint el sufix -ήσ- al tema de present, i afegint-hi les terminacions normals dels verbs paroxítons.
Cal notar que hi ha un grup de verbs oxítons especials, com οδηγώ, que prenen terminacions diferents només al present, semblants a les del mateix temps dels verbs paroxítons regulars.
|                                                                      | verbs en -(α)ω/ώ (αγαπώ 'estimar') | verbs en -(α)ω/ώ (αγαπώ 'estimar') | verbs en -ώ (< -εω) (οδηγώ 'dirigir') | verbs en -ώ (< -εω) (οδηγώ 'dirigir') |
| Present                                                              | Imperfet                           | Present                            | Imperfet                              |                                       |
| 1.Sg.                                                                | αγαπώ, -άω                         | αγαπούσα*                          | οδηγώ                                 | οδηγούσα                              |
| 2.Sg.                                                                | αγαπάς                             | αγαπούσες                          | οδηγείς                               | οδηγούσες                             |
| 3.Sg.                                                                | αγαπάει, -ά                        | αγαπούσε                           | οδηγεί                                | οδηγούσε                              |
| 1.Pl.                                                                | αγαπάμε -ούμε                      | αγαπούσαμε                         | οδηγούμε                              | οδηγούσαμε                            |
| 2.Pl.                                                                | αγαπάτε                            | αγαπούσατε                         | οδηγείτε                              | οδηγούσατε                            |
| 3.Pl.                                                                | αγαπάν(ε) -ούν(ε)                  | αγαπούσανε                         | οδηγούν                               | οδηγούσαν(ε)                          |
|                                                                      | Subjuntiu                          | Aorist                             | Subjuntiu                             | Aorist                                |
| 1.Sg.                                                                | αγαπήσω                            | αγάπησα                            | οδηγήσω                               | οδήγησα                               |
| 2.Sg.                                                                | αγαπήσεις                          | αγάπησες                           | οδηγήσεις                             | οδήγησες                              |
| 3.Sg.                                                                | αγαπήσει                           | αγάπησε                            | οδηγήσει                              | οδήγησε                               |
| 1.Pl.                                                                | αγαπήσουμε                         | αγαπήσαμε                          | οδηγήσουμε                            | οδηγήσαμε                             |
| 2.Pl.                                                                | αγαπήσετε                          | αγαπήσατε                          | οδηγήσετε                             | οδηγήσατε                             |
| 3.Pl.                                                                | αγαπήσουν(ε)                       | αγάπησαν(ε)                        | οδηγήσουν(ε)                          | οδήγησαν                              |
| *Formes alternatives: αγάπαγα, -αγες, -αγε, -άγαμε, -άγατε, -αγαν(ε) |                                    |                                    |                                       |                                       |

### Augment
L'ús del prefix de passat e-, l'anomenat augment, presenta alguna variació i irregularitats entre les classes de verbs. En els verbs regulars demòtics del grec modern estàndard, el prefix apareix segons la regla de l'accent, que especifica que cada forma de verb en passat té l'accent a la tercera síl·laba des del final de la paraula (l'antepenúltima); el prefix només s'afegeix quan el verb tindria d'altra manera menys de tres síl·labes. En aquests verbs, l'augment sempre apareix com e-. Hi ha uns quants verbs molt freqüents que tenen formes irregulars amb altres vocals, sobretot η- (i-), per exemple, θέλω > ήθελα ('voler'). A més, els verbs tradicionals més llibrescos conserven en part patrons més complexos heretats del grec antic. En els verbs compostos cultes amb prefixos adverbials com περι- (peri-) o υπο- (ipo-), l'augment s'afegeix entre el prefix i la rel del verb (per exemple, περι-γράφω > περι-έ-γραψα ('descriure'). Quan el prefix mateix acaba en vocal, les vocals en aquesta posició poden experimentar ulteriors regles d'assimilació, com en el cas de υπο-γράφω > υπ-έ-γραψα ('signar'). A més, els verbs amb rels començant per vocal poden tenir també altres canvis vocàlics en comptes de l'augment sil·làbic, com a ελπίζω > ήλπιζα ('esperar'). La taula de sota presenta alguns exemples addicionals d'aquests patrons:
| Tipus de verb           | Present                  | Present      | Significat   | Passat                 | Passat         | Passat      | Passat        |
| Tipus de verb           | Present                  | Present      | Significat   | Perfectiu              | Perfectiu      | Imperfectiu | Imperfectiu   |
| ----------------------- | ------------------------ | ------------ | ------------ | ---------------------- | -------------- | ----------- | ------------- |
| Simple                  | γράφω                    | [ˈɣrafo]     | escriure     | έγραψα                 | [ˈeɣrapsa]     | έγραφα      | [ˈeɣrafa]     |
| Compost                 | περιγράφω < περί + γράφω | [peɾiˈɣrafo] | descriure    | περιέγραψα             | [peɾiˈeɣrapsa] | περιέγραφα  | [peɾiˈeɣrafa] |
| Compost                 | υπογράφω < υπό + γράφω   | [ipoˈɣrafo]  | signar       | υπέγραψα               | [iˈpeɣrapsa]   | υπέγραφα    | [iˈpeɣrafa]   |
| Compost                 | διαγράφω < δια + γράφω   | [ðiaˈɣrafo]  | esborrar     | διέγραψα               | [ðiˈeɣrapsa]   | διέγραφα    | [ðiˈeɣrafa]   |
| Vocal inicial           | ελπίζω                   | [elˈpizo]    | esperar      | ήλπισα                 | [ˈilpisa]      | ήλπιζα      | [ˈilpiza]     |
| Compost i vocal inicial | υπάρχω < υπό + άρχω      | [iˈparxo]    | existir      | υπήρξα                 | [iˈpirksa]     | υπήρχα      | [iˈpirxa]     |
| Augment irregular       | είμαι                    | [ˈime]       | ser, estar   | ——                     | ——             | ήμουν       | [ˈimun]       |
| Augment irregular       | έχω                      | [ˈexo]       | tenir, haver | ——                     | ——             | είχα        | [ˈixa]        |
| Augment irregular       | θέλω                     | [ˈθelo]      | voler        | θέλησα (sense augment) | [ˈθelisa]      | ήθελα       | [ˈiθela]      |
| Augment irregular       | ξέρω                     | [ˈksero]     | saber        | ——                     | ——             | ήξερα       | [ˈiksera]     |
| Augment irregular       | πίνω                     | [ˈpino]      | beure        | ήπια                   | [ˈipia]        | έπινα       | [ˈepina]      |

### Veu gramatical
El grec és una de les poques llengües indoeropees modernes que encara mantenen el contrast entre dos veus gramaticals: la veu activa i la veu mediopassiva.
La veu mediopassiva té aquests usos:
- Funció passiva, acció que rep el subjecte per part d'un altre agent (per exemple, σκοτώθηκε 'va ser assassinat');
- Funció reflexiva, acció efectuada pel subjecte sobre ell mateix (per exemple, ξυρίστηκε 's'afaita (ell mateix)');
- Funció recíproca, acció efectuada per diversos subjectes entre ells mateixos (per exemple, αγαπιούνται 's'estimen (un a l'altre)');
- Funció modal, denotant la possibilitat d'una acció (per exemple, τρώγεται 'és comestible (pot ser menjat)');
- Funció deponent: verbs defectius que només tenen les formes mediopassives i no tenen les formes actives corresponents. Sovint tenen forma activa en altres llengües: εργάζομαι 'treballar'; κοιμάμαι 'dormir'; δέχομαι 'acceptar'. També hi ha molts verbs que tenen les dues veus, però la forma mediopassiva té un significat especial, que a vegades es representen amb dos verbs diferents en altres llengües: per exemple, actiu σηκώνω 'posar-se dret', passiu σηκώνομαι 'llevar-se (del llit)'; actiu βαράω 'colpejar', passiu βαριέμαι 'avorrir-se'.

|         | γράφω 'escriure' | γράφω 'escriure' | αγαπώ 'estimar'     | αγαπώ 'estimar' | οδηγώ 'dirigir' | οδηγώ 'dirigir' |
| Present | Imperfet         | Present          | Imperfet            | Present         | Imperfet        |                 |
| 1.Sg.   | γράφομαι         | γραφόμουν        | αγαπιέμαι           | αγαπιόμουν*     | οδηγούμαι       | οδηγούμουν      |
| 2.Sg.   | γράφεσαι         | γραφόσουν        | αγαπιέσαι           | αγαπιόσουν      | οδηγείσαι       | οδηγούσουν      |
| 3.Sg.   | γράφεται         | γραφόταν(ε)      | αγαπιέται           | αγαπιόταν(ε)    | οδηγείται       | οδηγούνταν(ε)   |
| 1.Pl.   | γραφόμαστε       | γραφόμασταν      | αγαπιόμαστε         | αγαπιόμασταν    | οδηγούμαστε     | οδηγούμασταν    |
| 2.Pl.   | γράφεστε         | γραφόσασταν      | αγαπιέστε           | αγαπιόσασταν    | οδηγείστε       | οδηγούσασταν    |
| 3.Pl.   | γράφονται        | γράφονταν        | αγαπιούνται, -άν(ε) | αγαπιούνταν     | οδηγούνται      | οδηγούνταν      |
|         | Subj.            | Aorist           | Subj.               | Aorist          | Subj.           | Aorist          |
| 1.Sg.   | γραφτώ           | γράφτηκα         | αγαπηθώ             | αγαπήθηκα       | οδηγηθώ         | οδηγήθηκα       |
| 2.Sg.   | γραφτείς         | γράφτηκες        | αγαπηθείς           | αγαπήθηκες      | οδηγηθεις       | οδηγήθηκες      |
| 3.Sg.   | γραφτεί          | γράφτηκε         | αγαπηθεί            | αγαπήθηκε       | οδηγηθεί        | οδηγήθηκε       |
| 1.Pl.   | γραφτούμε        | γραφτήκαμε       | αγαπηθούμε          | αγαπηθήκαμε     | οδηγηθούμε      | οδηγηθήκαμε     |
| 2.Pl.   | γραφτείτε        | γραφτήκατε       | αγαπηθείτε          | αγαπηθήκατε     | οδηγηθείτε      | οδηγηθήκατε     |
| 3.Pl.   | γραφτούν         | γράφτηκαν        | αγαπηθούν           | αγαπήθηκαν      | οδηγηθούν       | οδηγήθηκαν      |

Hi ha dos altres categories de verbs, que històricament corresponen als verbs contractes del grec antic.
|       | εγγυώμαι ('garantir')                                      | εγγυώμαι ('garantir')                                             | εγγυώμαι ('garantir') | στερούμαι ('mancar')                                                    | στερούμαι ('mancar')                                                               | στερούμαι ('mancar') |
| ----- | ---------------------------------------------------------- | ----------------------------------------------------------------- | --------------------- | ----------------------------------------------------------------------- | ---------------------------------------------------------------------------------- | -------------------- |
|       | Present                                                    | Imperfet                                                          | Imperatiu             | Present                                                                 | Imperfet                                                                           | Imperatiu            |
| Impf. | εγγυώμαι εγγυάσαι εγγυάται εγγυόμαστε εγγυάστε εγγυώνται   | εγγυόμουν εγγυόσουν εγγυόταν εγγυόμασταν εγγυόσασταν εγγυόνταν    | —                     | στερούμαι στερείσαι στερείται στερούμαστε στερείστε στερούνται          | στερούμουν στερούσουν στερούνταν and στερείτο στερούμασταν στερούσασταν στερούνταν | —                    |
|       | Subjuntiu                                                  | Aorist                                                            | Imperatiu             | Subjuntiu                                                               | Aorist                                                                             | Imperatiu            |
| Pf.   | εγγυηθώ εγγυηθείς εγγυηθεί εγγυηθούμε εγγυηθείτε εγγυηθούν | εγγυήθηκα εγγυήθηκες εγγυήθηκε εγγυηθήκαμε εγγυηθήκατε εγγυήθηκαν | εγγυήσου εγγυηθείτε   | στερηθώ στερηθείς στερηθεί στερηθούμε στερηθείτε στερηθούν (στερηθούνε) | στερήθηκα στερήθηκες στερήθηκε στερηθήκαμε στερηθήκατε στερήθηκαν (στερηθήκανε)    | στερήσου στερηθείτε  |
|       | έχω εγγυηθεί                                               |                                                                   |                       | έχω στερηθεί                                                            |                                                                                    |                      |

- També hi ha sufixos més formals en comptes de -μασταν, -σασταν: -μαστε, -σαστε. En aquest cas, els sufixos de la primera persona del plural de present i d'imperfet són els mateixos.

### Ser, EstariTenir, Haver
Els verbs είμαι ('ser, estar') i έχω ('tenir, haver') són irregulars i defectius, ja que cap dels dos no té contrast aspectual, ni formes pròpies de subjuntiu ni d'imperatiu (que se supleixen anteposant la partícula subordinant να).
| Present                                       | Present                                                 | Passat                                                           | Passat                                                                                | Participi | Participi |
| --------------------------------------------- | ------------------------------------------------------- | ---------------------------------------------------------------- | ------------------------------------------------------------------------------------- | --------- | --------- |
| είμαι είσαι είναι είμαστε είσαστε/είστε είναι | ['ime] ['ise] ['ine] ['imaste] ['isaste]/['iste] ['ine] | ήμουν(α)] ήσουν(α) ήταν(ε) ήμασταν/ήμαστε ήσασταν/ήσαστε ήταν(ε) | ['imun(a)] ['isun(a)] ['itan(e)] ['imastan]/['imaste] ['isastan]/['isaste] ['itan(e)] | όντας     | ['ondas]  |

| Present                              | Present                                            | Passat                                 | Passat                                             | Participi | Participi  |
| ------------------------------------ | -------------------------------------------------- | -------------------------------------- | -------------------------------------------------- | --------- | ---------- |
| έχω έχεις έχει έχουμε έχετε έχουν(ε) | ['exo] ['eçis] ['eçi] ['exume] ['eçete] ['exun(e)] | είχα είχες είχε είχαμε είχατε είχαν(ε) | ['ixa] ['içes] ['içe] ['ixame] ['ixate] ['ixan(e)] | έχοντας   | ['exondas] |

## Noms i adjectius
El sistema nomimal del grec modern té flexió per dos nombres (singular i plural), tres gèneres (masculí, femení and neutre), i quatre casos (nominatiu, genitiu, acusatiu i vocatiu). Com a les altres llengües indoeuropees, la distribució del gènere gramatical dels noms és en gran part arbitrària i no necessàriament coincideix amb el sexe natural. Cas, nombre i gènere es marquen en els noms, i també en els adjectius i els articles que els modifiquen. Encara que hi ha quatre casos, hi ha un gran grau de sincretisme de formes en la majoria de paradigmes. Només una part dels noms masculins presenten quatre formes diferents per als quatre casos.

### Article
Hi ha dos articles en grec modern, el definit i l'indefinit. Els dos tenen flexió per gènere i cas, i l'article definit també té flexió per nombre. L'article sempre concorda amb el nom que modifica.

#### Article definit
En grec l'article definit es fa servir molt sovint, també davant de noms propis, com en català, o de noms usats en sentit abstracte. Per exemple,
- Ο Αλέξανδρος ήρθε χθες (O Alexandros irthe chthes, "L'Alexandre va venir ahir")
- Η ειλικρίνεια είναι η καλύτερη πρακτική. (I eilikrineia einai i kalyteri praktiki, "L'honestedat és el millor costum")

|          |           | Masculí | Masculí | Femení | Femení | Neutre | Neutre |
| -------- | --------- | ------- | ------- | ------ | ------ | ------ | ------ |
| Singular | Nominatiu | ο       | [o]     | η      | [i]    | το     | [to]   |
| Singular | Genitiu   | του     | [tu]    | της    | [tis]  | του    | [tu]   |
| Singular | Acusatiu  | τον     | [ton]   | την    | [tin]  | το     | [to]   |
| Plural   | Nominatiu | οι      | [i]     | οι     | [i]    | τα     | [ta]   |
| Plural   | Genitiu   | των     | [ton]   | των    | [ton]  | των    | [ton]  |
| Plural   | Acusatiu  | τους    | [tus]   | τις    | [tis]  | τα     | [ta]   |

#### Article indefinit
L'article indefinit és identic al numeral ú i només té singular. L'ús de l'article indefinit no va dictar per regles i el parlant el pot fer servir segons les circumstàncies del seu enunciat. La indefinició en els noms en plural s'expressa amb el nom sol sense un article. Per exemple,
- Αγόρασα έναν υπολογιστή (Agorasa enan ypologisti, “Vaig comprar-me un ordinador”)

Tot i així l'article indefinit no es fa pas servir en grec tan sovint com en català, perquè en grec expressa específicament el concepte de "unitat" més que no pas de "indefinició". Per exemple,
- Είναι δικηγόρος (Einai dikigoros, “És un advocat”)
- Τι καλό παιδί! (Ti kalo paidi, “Vaja un bon noi!”)

|           | Singular | Singular | Singular | Singular  | Singular | Singular |
| masculí   | masculí  | femení   | femení   | neutre    | neutre   |          |
| --------- | -------- | -------- | -------- | --------- | -------- | -------- |
| nominatiu | ένας     | [ˈenas]  | μία      | [ˈmia]    | ένα      | [ˈena]   |
| genitiu   | ενός     | [eˈnos]  | μιας     | [mjas]    | ενός     | [eˈnos]  |
| acusatiu  | έναν     | [ˈenan]  | μία(ν)   | [ˈmia(n)] | ένα      | [ˈena]   |

### Noms
Els noms en grec modern tenen flexió per cas i nombre. A més, cada nom pertany a una de les categories de gènere: masculí, femení and neutre. Dins de cada un dels tres gèneres, hi ha uns quants subgrups (o classes de declinació) amb diferents conjunts de terminacions flexives.

#### Noms masculins
El principals grups de noms masculins tenen el nominatiu singular acabat en –ος [–os], –ης [–is], –ας [–as], –εας [–ˈeas].
Els noms en –os són idèntics als de la segona declinació de l'antic grec, a excepció de l'absència em grec modern del final –n a l'acusatiu singular. Però en altres classes de paraules que segueixen el mateix model de declinació i en els casos on és necessari per claredat, com en els pronoms, el final –n sí que apareix. Quan la paraula té més de dos síl·labes i porta l'accent a l'antepenúltima, l'accent fluctua entre l'antepenúltima i la penúltima segons si l'última síl·laba té un dels antics diftongs llargs –ου, –ων o –ους. Els noms en –is corresponen a l'antiga primera declinació i tenen l'accent a l'última síl·laba en el genitiu plural, com també alguns noms acabats en –ίας [–ˈias].
Els noms en –as i en –eas provenen de l'antiga tercera declinació, formen el seu nominatiu singular com l'acusatiu singular i conserven l'accent a la mateixa posició en el genitiu plural.
A més, hi ha altres categories i formes que tenen relació o bé amb el demòtic o bé amb el katharévussa. Per exemple, en demòtic molt noms, especialment oxítons (accentuats a l'última síl·laba) en -άς (-as) o -ής (-is) formen el seu plural afegint una extensió a la rel -άδ- (-ad-) o -ήδ- (-id-) respectivament. Encara que aquest grup de declinació és un element del demòtic, té els seus orígens el grec jònic que posteriorment va influenciar el posterior grec koiné. Per altra banda, noms del katharévussa com μυς (mys, "múscul") segueixen l'antiga declinacio, excepte per l'absència del datiu.
|          |                                    | -ος/-οι άνθρωπος ([ˈanθropos] 'home') | -ος/-οι άνθρωπος ([ˈanθropos] 'home') | -ης/-ες πολίτης ([poˈlitis] 'ciutadà') | -ης/-ες πολίτης ([poˈlitis] 'ciutadà') | -ας/-ες πατέρας ([paˈteras] 'pare') | -ας/-ες πατέρας ([paˈteras] 'pare') | -εας/-εις προβολέας ([provoˈleas] 'focus') | -εας/-εις προβολέας ([provoˈleas] 'focus') | -ας/-αδες ψαράς ([psaˈras] 'pescador') | -ας/-αδες ψαράς ([psaˈras] 'pescador') |
| -------- | ---------------------------------- | ------------------------------------- | ------------------------------------- | -------------------------------------- | -------------------------------------- | ----------------------------------- | ----------------------------------- | ------------------------------------------ | ------------------------------------------ | -------------------------------------- | -------------------------------------- |
| Singular | nominatiu genitiu acusatiu vocatiu | άνθρωπος ανθρώπου άνθρωπο άνθρωπε     | [-os] [-u] [-o] [-e]                  | πολίτης πολίτη πολίτη πολίτη           | [-is] [-i]                             | πατέρας πατέρα πατέρα πατέρα        | [-as] [-a]                          | προβολέας προβολέα προβολέα προβολέα       | [-eas] [-ea]                               | ψαράς ψαρά ψαρά ψαρά                   | [-as] [-a]                             |
| Plural   | nominatiu genitiu acusatiu vocatiu | άνθρωποι ανθρώπων ανθρώπους άνθρωποι  | [-i] [-on] [-us] [-i]                 | πολίτες πολιτών πολίτες πολίτες        | [-es] [-ˈon] [-es]                     | πατέρες πατέρων πατέρες πατέρες     | [-es] [-on] [-es]                   | προβολείς προβολέων προβολείς προβολείς    | [-is] [-eon] [-is]                         | ψαράδες ψαράδων ψαράδες ψαράδες        | [-aðes] [-aðon] [-aðes]                |

#### Noms femenins
La majoria dels noms femenins acaben en -η [-i], -α [-a] i -ος [-os].
Els que acaben en -i i molts dels que acaben en -a provenen de l'antiga primera declinació i tenen accent a l'última síl·laba al genitiu plural.
La resta dels altres que acaben en -a provenen de l'antiga tercera declinació i han format el nominatiu singular a partir del l'antic acusatiu singular; aquests conserven l'accent sense canvis al genitiu plural.
Els noms que acaben en -os són idèntics que als respectius noms masculins.
Finalment, molts noms femenins que acaben en -η (-i) corresponen als noms en -ις (-is) de l'antic grec. Les seves formes en singular s'han adaptat a la resta dels noms femenins, mentre que les seves formes en plural han conservat l'antic patró en -εις (-eis). Les formes del genitiu singular -εως (-eos) també apareixen a vegades com a variant estilística i acceptable.
|          |                                    | -η/-ες μάχη ([ˈmaçi], 'batalla') | -η/-ες μάχη ([ˈmaçi], 'batalla') | -α/-ες θάλασσα ([ˈθalasa], 'mar')   | -α/-ες θάλασσα ([ˈθalasa], 'mar') | -ος/-οι μέθοδος ([ˈmeθoðos], 'mètode') | -ος/-οι μέθοδος ([ˈmeθoðos], 'mètode') | -η/-εις δύναμη ([ˈðinami], 'força')       | -η/-εις δύναμη ([ˈðinami], 'força') |
| -------- | ---------------------------------- | -------------------------------- | -------------------------------- | ----------------------------------- | --------------------------------- | -------------------------------------- | -------------------------------------- | ----------------------------------------- | ----------------------------------- |
| Singular | nominatiu genitiu acusatiu vocatiu | μάχη μάχης μάχη μάχη             | [-i] [-is] [-i]                  | θάλασσα θάλασσας θάλασσα θάλασσα    | [-a] [-as] [-a]                   | μέθοδος μεθόδου μέθοδο μέθοδε          | [-os] [-u] [-o] [-e]                   | δύναμη δύναμης and δυνάμεως δύναμη δύναμη | [-i] [-is] and[-eos] [-i]           |
| Plural   | nominatiu genitiu acusatiu vocatiu | μάχες μαχών μάχες μάχες          | [-es] [-ˈon] [-es]               | θάλασσες θαλασσών θάλασσες θάλασσες | [-es] [-ˈon] [-es]                | μέθοδοι μεθόδων μεθόδους μέθοδοι       | [-i] [-on] [-us] [-i]                  | δυνάμεις δυνάμεων δυνάμεις δυνάμεις       | [-is] [-eon] [-is]                  |

#### Noms neutres
La majoria de noms neutres acaben o bé en -ο [-o] (plural: -α [-a]) o bé -ι [-i] (plural: [-ja] o -ia).
De fet, molts dels noms neutres que actualment acaben en -i havien estat abans acabats en -io, una terminació per a diminutius que van rebre molts noms ja des del grec koiné. Com a resultat, les terminacions del plural i del genitiu singular conserven reminiscències d'aquestes formes anteriors. Per exemple, en antic grec el diminutiu de la paraula παῖς (pais, "nen") és παιδίον (paidion) i d'aquí el nom modern παιδί (paidi).
Altres noms neutres acaben en -α (-a) i -ος (-os) i les seves declinacions són similars a les antigues respectives. A més, alguns noms en -ιμο (-imo), que usualment són derivatius de verbs, es declinen d'una forma semblant als noms acabats en -a.
Finalment, tots els noms neutres presenten la mateixa forma idèntica en nominatiu, acusatiu i vocatiu.
|          |                                    | -ο/-α βιβλίο ([viˈvlio], 'llibre') | -ο/-α βιβλίο ([viˈvlio], 'llibre') | -ι/-ια παιδί ([peˈði], 'nen') | -ι/-ια παιδί ([peˈði], 'nen') | -α/-ατα πρόβλημα ([ˈprovlima], 'problema')   | -α/-ατα πρόβλημα ([ˈprovlima], 'problema') | -ος/-η μέγεθος ([ˈmeʝeθos], 'mida') | -ος/-η μέγεθος ([ˈmeʝeθos], 'mida') | -ιμο/-ίματα δέσιμο ([ˈðesimo], 'lligam') | -ιμο/-ίματα δέσιμο ([ˈðesimo], 'lligam') |
| -------- | ---------------------------------- | ---------------------------------- | ---------------------------------- | ----------------------------- | ----------------------------- | -------------------------------------------- | ------------------------------------------ | ----------------------------------- | ----------------------------------- | ---------------------------------------- | ---------------------------------------- |
| Singular | nominatiu genitiu acusatiu vocatiu | βιβλίο βιβλίου βιβλίο βιβλίο       | [-o] [-u] [-o]                     | παιδί παιδιού παιδί παιδί     | [-i] [-ˈu] [-i]               | πρόβλημα προβλήματος πρόβλημα πρόβλημα       | [-a] [-atos] [-a]                          | μέγεθος μεγέθους μέγεθος μέγεθος    | [-os] [-us] [-os]                   | δέσιμο δεσίματος δέσιμο δέσιμο           | [-o] [-atos] [-o]                        |
| Plural   | nominatiu genitiu acusatiu vocatiu | βιβλία βιβλίων βιβλία βιβλία       | [-a] [-on] [-a]                    | παιδιά παιδιών παιδιά παιδιά  | [-ˈja] [-ˈjon] [-ˈja]         | προβλήματα προβλημάτων προβλήματα προβλήματα | [-ata] [-ˈaton] [-ata]                     | μεγέθη μεγεθών μεγέθη μεγέθη        | [-i] [-ˈon] [-i]                    | δεσίματα δεσιμάτων δεσίματα δεσίματα     | [-ata] [-ˈaton] [-ata]                   |

Altres noms neutres segueixen la declinació antiga, per exemple, το φως (fos, "llum") té formes του φωτός, τα φώτα i των φώτων; i οξύ (oxy, "àcid") té formes του οξέος, τα οξέα i των οξέων.

#### Diminutius
Els diminutius són molt habituals en els noms. Es poden fer servir tant per a expressar petitesa com proximitat afectiva.
Per exemple, mida -aki (σπίτι/spiti "casa", σπιτάκι/spitaci "caseta, casa petita"; λάθος/lathos "error", λαθάκι/lathaci "error negligible"); o afecte -ula (μάνα/mana "mare", μανούλα/manula "mami"). Els sufixos més habituals són -άκης [-acis] i -ούλης [-ulis] per al gèrnere masculí, -ίτσα [-itsa] i -ούλα [-ula] per al gènere femení, i -άκι [-aci] per al gènere neutre. Alguns apareixen sovint en cognoms que originalment designaven els descendents d'una persona determinada, e.g. Παπάς "pope, capellà" i Παπαδάκης com a cognom.

### Adjectius
Els adjectius concorden amb els noms per gènere, cas, i nombre. Per tant, cada adjectiu té un una declinació amb un paradigma per a cada un dels tres gèneres. Els adjectius mostren concordança tant si són atributius, e.g. η όμορφη γυναίκα (i omorfi gynaika, "la bella dona") com quan són predicatius e.g. η γυναίκα είναι όμορφη (i gynaika einai omorfi, "la dona és bella").
La majoria d'adjectius prenen formes en -ος ([-os]) al masculí, –ο ([-o]) al neutre i –η ([-i]), –α ([-a]) o –ια ([-ja]) al femení. Tots aquests adjectius es declinen d'una manera semblant als noms amb les mateixes terminacions. Però els adjectius conserven l'accent estable on els noms el desplacen. Els noms amb rel acabada en consonant formen usualment el femení amb –η, els que tenen rel acabada en vocal fan el femení amb –α i alguns noms que tenen rel acabada en –κός ([-ˈkos]) o –χός ([-ˈxos]) usualment formen el femení amb –ια, encara que la terminació –η també els és aplicable.
|          |           |                              | masculí | femení | neutre |
| -------- | --------- | ---------------------------- | ------- | ------ | ------ |
| Singular | nominatiu | όμορφος ([ˈomorfos], "bell") | όμορφος | όμορφη | όμορφο |
| Singular | nominatiu | νέος ([ˈneos], "nou, jove")  | νέος    | νέα    | νέο    |
| Singular | nominatiu | γλυκός ([ɣliˈkos], "dolç")   | γλυκός  | γλυκιά | γλυκό  |

|             |                                    | masculí                          | masculí               | femení                          | femení            | femení              | femení            | femení                       | femení             | neutre                       | neutre          |
| per όμορφος | per όμορφος                        | masculí                          | masculí               | per νέος                        | per νέος          | per γλυκός          | per γλυκός        |                              |                    | neutre                       | neutre          |
| ----------- | ---------------------------------- | -------------------------------- | --------------------- | ------------------------------- | ----------------- | ------------------- | ----------------- | ---------------------------- | ------------------ | ---------------------------- | --------------- |
| Singular    | nominatiu genitiu acusatiu vocatiu | όμορφος όμορφου όμορφο όμορφε    | [-os] [-u] [-o] [-e]  | όμορφη όμορφης όμορφη όμορφη    | [-i] [-is] [-i]   | νέα νέας νέα νέα    | [-a] [-as] [-a]   | γλυκιά γλυκιάς γλυκιά γλυκιά | [-ja] [-jas] [-ja] | όμορφο όμορφου όμορφο όμορφο | [-o] [-u] [-o]  |
| Plural      | nominatiu genitiu acusatiu vocatiu | όμορφοι όμορφων όμορφους όμορφοι | [-i] [-on] [-us] [-i] | όμορφες όμορφων όμορφες όμορφες | [-es] [-on] [-es] | νέες νέων νέες νέες | [-es] [-on] [-es] | γλυκές γλυκών γλυκές γλυκές  | [-es] [-on] [-es]  | όμορφα ὀμορφων όμορφα όμορφα | [-a] [-on] [-a] |

Altres classes d'adjectius inclouen els que prenen formes en –ης (–is) tant en masculí com en femení i en –ες (–es) en neutre. Aquests es declinen d'una forma semblant a l'antiga declinació. Els que no porten accent a l'última síl·laba usualment en porten a la forma neutra. Un altre grup inclou els adjectius que acaben en -υς ([–is], –ys). Encara que alguns tenen una declinació en part arcaica com οξύς (oxys, "agut"), la majoria tenen declinació seguint les regles del grec demòtic en la majoria de formes, com en el cas de πλατύς (platys, "ample").
|              |                                    | -ης, -ες/-εις, -η συνεχής ([sineˈçis], 'continu') | -ης, -ες/-εις, -η συνεχής ([sineˈçis], 'continu') | -ης, -ες/-εις, -η συνεχής ([sineˈçis], 'continu') | -ης, -ες/-εις, -η συνεχής ([sineˈçis], 'continu') | -υς, -ια, –υ/-ιοι, –ιες, -ια πλατύς ([plaˈtis], 'ample') | -υς, -ια, –υ/-ιοι, –ιες, -ια πλατύς ([plaˈtis], 'ample') | -υς, -ια, –υ/-ιοι, –ιες, -ια πλατύς ([plaˈtis], 'ample') | -υς, -ια, –υ/-ιοι, –ιες, -ια πλατύς ([plaˈtis], 'ample') | -υς, -ια, –υ/-ιοι, –ιες, -ια πλατύς ([plaˈtis], 'ample') | -υς, -ια, –υ/-ιοι, –ιες, -ια πλατύς ([plaˈtis], 'ample') | -υς, -εια, –υ/-εις, -ειες, –εα οξύς ([oˈksis], 'agut') | -υς, -εια, –υ/-εις, -ειες, –εα οξύς ([oˈksis], 'agut') | -υς, -εια, –υ/-εις, -ειες, –εα οξύς ([oˈksis], 'agut') | -υς, -εια, –υ/-εις, -ειες, –εα οξύς ([oˈksis], 'agut') | -υς, -εια, –υ/-εις, -ειες, –εα οξύς ([oˈksis], 'agut') | -υς, -εια, –υ/-εις, -ειες, –εα οξύς ([oˈksis], 'agut') |
| Masc. & Fem. | Masc. & Fem.                       | neutre                                            | neutre                                            | masculí                                           | masculí                                           | femení                                                   | femení                                                   | neutre                                                   | neutre                                                   | masculí                                                  | masculí                                                  | femení                                                 | femení                                                 | neutre                                                 | neutre                                                 |                                                        |                                                        |
| ------------ | ---------------------------------- | ------------------------------------------------- | ------------------------------------------------- | ------------------------------------------------- | ------------------------------------------------- | -------------------------------------------------------- | -------------------------------------------------------- | -------------------------------------------------------- | -------------------------------------------------------- | -------------------------------------------------------- | -------------------------------------------------------- | ------------------------------------------------------ | ------------------------------------------------------ | ------------------------------------------------------ | ------------------------------------------------------ | ------------------------------------------------------ | ------------------------------------------------------ |
| Singular     | nominatiu genitiu acusatiu vocatiu | συνεχής συνεχούς συνεχή συνεχής                   | [-is] [-us] [-i] [-is]                            | συνεχές συνεχούς συνεχές συνεχές                  | [-es] [-us] [-es]                                 | πλατύς πλατιού πλατύ πλατύ                               | [-is] [-ju] [-i]                                         | πλατιά πλατιάς πλατιά πλατιά                             | [-ja] [-jas] [-ja]                                       | πλατύ πλατιού πλατύ πλατύ                                | [-i] [-ju] [-i]                                          | οξύς οξέος οξύ οξύ                                     | [-is] [-eos] [-i]                                      | οξεία οξείας οξεία οξεία                               | [-ia] [-ias] [-ia]                                     | οξύ οξέος οξύ οξύ                                      | [-i] [-eos] [-i]                                       |
| Plural       | nominatiu genitiu acusatiu vocatiu | συνεχείς συνεχών συνεχείς συνεχείς                | [-is] [-on] [-is]                                 | συνεχή συνεχών συνεχή συνεχή                      | [-i] [-on] [-i]                                   | πλατιοί πλατιών πλατιούς πλατιοί                         | [-ji] [-jon] [-jus] [-ji]                                | πλατιές πλατιών πλατιές πλατιές                          | [-jes] [-jon] [-jes]                                     | πλατιά πλατιών πλατιά πλατιἀ                             | [-ja]                                                    | οξείς οξέων οξείς οξείς                                | [-is] [-eon] [-is]                                     | οξείες οξειών οξείες οξείες                            | [-ies] [-ion] [-ies]                                   | οξέα οξέων οξέα οξέα                                   | [-ea] [-eon] [-ea]                                     |

L'adjectiu πολύς (polys, "molt, molts") és irregular:
|          |                                    | masculí                      | masculí               | femení                      | femení            | neutre                   | neutre          |
| -------- | ---------------------------------- | ---------------------------- | --------------------- | --------------------------- | ----------------- | ------------------------ | --------------- |
| Singular | nominatiu genitiu acusatiu vocatiu | πολύς πολλού πολύ πολύ       | [-is] [-u] [-i]       | πολλή πολλής πολλή πολλή    | [-i] [-is] [-i]   | πολύ πολλού πολύ πολύ    | [-i] [-u] [-i]  |
| Plural   | nominatiu genitiu acusatiu vocatiu | πολλοί πολλών πολλούς πολλοί | [-i] [-on] [-us] [-i] | πολλές πολλών πολλές πολλές | [-es] [-on] [-es] | πολλά πολλών πολλά πολλά | [-a] [-on] [-a] |

#### Comparatiu i superlatiu
Per a expressar comparacions, els adjectius del grec modern prenen la forma del comparatiu, que pot formar-se o bé amb una forma perifràtica (com en català "més bo") o bé amb una forma sintètica amb sufixos gramaticals (com en català "millor"). El comparatiu perifràstic es forma amb la partícula πιο ([pço], pio, originalment "més") al davant de l'adjectiu. Les formes sintètiques dels adjectius regulars en -ος, -η and -o es formen amb els sufixos -οτερος (-oteros), -οτερη (-oteri) i -οτερο (-otero). Per als adjectius acabats en -ης and -ες o -υς, -εια i -υ els sufixos corresponents són -εστερος (-esteros),, etc. i -υτερος (-yteros), etc. respectivament.
El superlatiu s'expressa combinant el comparatiu, sigui perifràstic o sintètic, amb un article definit al davant. Així, el grec modern no distingeix entre la casa més gran (de totes, superlatiu) i la casa més gran (que una altra, comparatiu); tots dos casos són το μεγαλύτερο σπίτι.
A més del superlatiu propi, també anomenat de vegades "superlatiu relatiu", també hi ha un "superlatiu absolut" o elatiu, que expressa el significat de "molt..." o del sufix català "-íssim"; per exemple ωραιότατος vol dir molt maco o maquíssim. Els elatius es formen amb els sufixos -ότατος, -ότατη i -ότατο per als adjectius regulars, -έστατος, etc. per als acabats en -ης i -ύτατος per als acabats en -υς.
| Simple     | Simple     | Simple          | Comparatiu     | Comparatiu    | Superlatiu       | Superlatiu      | Superlatiu       |
| Simple     | Simple     | Simple          | Comparatiu     | Comparatiu    | Relatiu          | Relatiu         | Absolut (elatiu) |
| Simple     | Simple     | Simple          | Perifràstic    | Sintètic      | Perifràstic      | Sintètic        | Absolut (elatiu) |
| ---------- | ---------- | --------------- | -------------- | ------------- | ---------------- | --------------- | ---------------- |
| Adjectius  | ωραίος     | 'bell'          | πιο ωραίος     | ωραιότερος    | ο πιο ωραίος     | ο ωραιότερος    | ωραιότατος       |
| Adjectius  | βαθύς      | 'profund'       | πιο βαθύς      | βαθύτερος     | ο πιο βαθύς      | ο βαθύτερος     | βαθύτατος        |
| Adjectius  | επιεικής   | 'indulgent'     | πιο επιεικής   | επιεικέστερος | ο πιο επιεικής   | ο επιεικέστερος | επιεικέστατος    |
| Participis | μεθυσμένος | 'begut'         | πιο μεθυσμένος | —             | ο πιο μεθυσμένος | —               | —                |
| Adverbis   | ωραία      | 'bellament'     | πιο ωραία      | ωραιότερα     | —                | —               | ωραιότατα        |
| Adverbis   | επιεικώς   | 'indulgentment' | πιο επιεικώς   | επιεικέστερα  | —                | —               | επιεικέστατα     |

### Numerals
Els numerals un, tres i quatre tenen declinació irregular. Altres numerals com διακόσιοι ([ðjaˈkosii] "dos-cents"), τριακόσιοι ([triaˈkosii] "tres-cents"), etc. i χίλιοι ([ˈçiʎii] "mil") es declinen regularment com adjectius. Altres numerals, incloent δύο ([ˈðio] "dos"), no es declinen.
|           | ένας ([ˈenas] "un") | ένας ([ˈenas] "un") | ένας ([ˈenas] "un") | ένας ([ˈenas] "un") | ένας ([ˈenas] "un") | ένας ([ˈenas] "un") | τρεις ([ˈtris] "tres") | τρεις ([ˈtris] "tres") | τρεις ([ˈtris] "tres") | τρεις ([ˈtris] "tres") | τέσσερις ([ˈteseris] "quatre") | τέσσερις ([ˈteseris] "quatre") | τέσσερις ([ˈteseris] "quatre") | τέσσερις ([ˈteseris] "quatre") |
|           | masculí             | masculí             | femení              | femení              | neutre              | neutre              | Masc. & Fem.           | Masc. & Fem.           | neutre                 | neutre                 | Masc. & Fem.                   | Masc. & Fem.                   | neutre                         | neutre                         |
| --------- | ------------------- | ------------------- | ------------------- | ------------------- | ------------------- | ------------------- | ---------------------- | ---------------------- | ---------------------- | ---------------------- | ------------------------------ | ------------------------------ | ------------------------------ | ------------------------------ |
| nominatiu | ένας                | [ˈenas]             | μία                 | [ˈmia]              | ένα                 | [ˈena]              | τρεις                  | [tris]                 | τρία                   | [ˈtria]                | τέσσερις                       | [ˈteseris]                     | τέσσερα                        | [ˈtesera]                      |
| genitiu   | ενός                | [eˈnos]             | μιας                | [mɲas]              | ενός                | [eˈnos]             | τριών                  | [triˈon]               | τριών                  | [triˈon]               | τεσσάρων                       | [teˈsaron]                     | τεσσάρων                       | [teˈsaron]                     |
| acusatiu  | έναν                | [ˈenan]             | μία                 | [ˈmia]              | ένα                 | [ˈena]              | τρεις                  | [tris]                 | τρία                   | [ˈtria]                | τέσσερις                       | [ˈteseris]                     | τέσσερα                        | [ˈtesera]                      |

### Pronoms personals
Hi ha pronoms forts (tònics o accentuats, que poden aparèixer independentment) i pronoms febles (àtons, clítics). Els pronoms nominatius només tenen forma forta i només apareixen com a subjecte emfàticament, ja que els subjectes deduïbles del context no s'expliciten normalment.
Els pronoms genitius (possessius) en la seva forma feble es fan servir com a clítics davant del verb per a expressar els objectes indirectes (per exemple, του μίλησα, [tu ˈmilisa], 'Li vaig dir'), i com a clític rere del nom per a expressar possessió (per exemple, οι φίλοι του, [i ˈfili tu], 'els seus amics'). Els genitius forts o accentuatssón relativament inusuals i només es fan servir emfàticament (per exemple, αυτού οι φίλοι, [afˈtu i ˈfili], 'els seus amics'); sovint apareixen doblats amb la seva forma feble (per exemple, αυτού του μίλησα, [afˈtu tu ˈmilisa], ' a ell li vaig dir'). Una manera alternativa de donar èmfasi al pronom possessiu és posar-li al davant l'adjectiu δικός ([ðiˈkos], 'mateix, propi'), per exemple, οι δικοί του φίλοι ([i ðiˈci tu ˈfili], ' els seus mateixos amics').
Els pronoms d'acusatiu tenen una forma feble o àtona i una altra de pleana o tònica. La forma feble apareix com a proclític verbal (per exemple, τον είδα, [ton ˈiða], 'El vaig veure'); la forma plena apareix a qualsevol altra posició de la frase (per exemple, είδα αυτόν, [ˈiða afˈton], 'Vaig veure a ell'). Els pronoms de tercera persona tenen formes separades per als tres gèneres; els de primera i segona persones no varien per gènere. Les formes febles de tercera persona són semblants a les corresponents de l'article definit. Les formes plenes de tercera persona fan també la funció de demostratius genèrics ('aquest, aquell').
Les formes del plural de la tercera persona de genitiu i acusatiu (αυτών, αυτούς, etc.) tenen una forma alternativa opcional amb una síl·laba addicional [-on-] o [-un-] (αυτωνών, αυτουνούς, etc.)
|         |          |           | 1a persona | 1a persona | 2a persona | 2a persona | 3a persona | 3a persona | 3a persona | 3a persona  | 3a persona | 3a persona |
| Masculí | Masculí  | Femení    | Femení     | 1a persona | 2a persona | 2a persona | Neutre     | Neutre     |            |             |            |            |
| ------- | -------- | --------- | ---------- | ---------- | ---------- | ---------- | ---------- | ---------- | ---------- | ----------- | ---------- | ---------- |
| Tònic   | Singular | Nominatiu | εγώ        | [eˈɣo]     | εσύ        | [eˈsi]     | αυτός      | [afˈtos]   | αυτή       | [afˈti]     | αυτό       | [afˈto]    |
| Tònic   | Singular | Genitiu   | εμένα      | [eˈmena]   | εσένα      | [eˈsena]   | αυτoύ      | [afˈtu]    | αυτής      | [afˈtis]    | αυτού      | [afˈtu]    |
| Tònic   | Singular | Accusatiu | εμένα      | [eˈmena]   | εσένα      | [eˈsena]   | αυτόν      | [afˈton]   | αυτήν      | [afˈtin]    | αυτό       | [afˈto]    |
| Tònic   | Plural   | Nominatiu | εμείς      | [eˈmis]    | εσείς      | [eˈsis]    | αυτοί      | [afˈti]    | αυτές      | [afˈtes]    | αυτά       | [afˈta]    |
| Tònic   | Plural   | Genitiu   | εμάς       | [eˈmas]    | εσάς       | [eˈsas]    | αυτών      | [afˈton]   | αυτών      | [afˈton]    | αυτών      | [afˈton]   |
| Tònic   | Plural   | Accusatiu | εμάς       | [eˈmas]    | εσάς       | [eˈsas]    | αυτούς     | [afˈtus]   | αυτές      | [afˈtes]    | αυτά       | [afˈta]    |
| Feble   | Singular | Nominatiu | –          |            | –          |            | τος        | [tos]      | τη         | [ti]        | το         | [to]       |
| Feble   | Singular | Genitiu   | μου        | [mu]       | σου        | [su]       | του        | [tu]       | της        | [tis]       | του        | [tu]       |
| Feble   | Singular | Accusatiu | με         | [me]       | σε         | [se]       | τον        | [ton]      | την        | [tin]       | το         | [to]       |
| Feble   | Plural   | Nominatiu | –          |            | –          |            | τοι        | [ti]       | τες        | [tes]       | τα         | [ta]       |
| Feble   | Plural   | Genitiu   | μας        | [mas]      | σας        | [sas]      | τους       | [tus]      | τους       | [tus]       | τους       | [tus]      |
| Feble   | Plural   | Accusatiu | μας        | [mas]      | σας        | [sas]      | τους       | [tus]      | τις/τες    | [tis]/[tes] | τα         | [ta]       |

A més de αυτός [afˈtos] com a demostratiu genèric, hi ha altres pronoms demostratius espacials més específics τούτος, -η, -ο ([tuˈtos], 'aquest d'aquí') and εκείνος, -η, -ο ([eˈcinos], 'aquell d'allà').

## Preposicions
En grec demòtic les preposicions normalment requereixen el cas acusatiu: από (des de, de), για (per a), με (amb), μετά (rere), χωρίς (sense), ως (com) and σε (cap a, en, a). La preposició σε, quan va seguida de l'article definit, es fon amb l'article en formes com στο (σε + το) i στη (σε + τη). Encara que hi ha relativament poques preposicions simples pròpies del grec demòtic, les dues preposicions més bàsiques σε i από poden formar moltes combinacions rere d'un adverbi per a originar noves preposicions compostes, per exemple, πάνω σε (sobre), κάτω από (sota), πλάι σε (vora), etc.
Algunes poques preposicions que prenen altres casos diferents de l'acusatiu en grec modern estàndard s'han manllevat de la tradició culta del katharévussa: κατά (contra), υπέρ (en favor de, per a), αντί (en comptes de). Altres preposicions perduren en formes fossilitzadesen algunes frases fetes (per exemple, εν τω μεταξύ 'mentrestant', un antic datiu).
La preposició από (apó, 'des de, de') també es fa servir per a marcar l'agent a les frases en passiva, com en català 'per'.

## Conjuncions
Les conjuncions coordinants i subordinants del grec inclouen:
| Tipus                  | Conjuncions                                                                                       | Significat                                                |
| ---------------------- | ------------------------------------------------------------------------------------------------- | --------------------------------------------------------- |
| Copulatiu              | και (κι), ούτε, μήτε, ουδέ, μηδέ                                                                  | i, ni                                                     |
| Disjuntiu              | ή, είτε                                                                                           | o, o bé                                                   |
| Adversatiu             | μα, αλλά, παρά, όμως, ωστόσο, ενώ, αν και, μολονότι, μόνο                                         | però, sinó, tot i així, encara que, tot i que, mentre que |
| Inferencial            | λοιπόν, ώστε, άρα, επομένως, που                                                                  | llavors, així que, per tant                               |
| Explicatiu             | δηλαδή                                                                                            | és a dir                                                  |
| Completiu              | ότι, πως, που                                                                                     | que, com que                                              |
| Temporal               | όταν, σαν, ενώ, καθώς, αφού, αφότου, πριν (πριν να), μόλις, προτού, ώσπου, ωσότου, όσο που, όποτε | quan, mentre, després, abans, just, fins que              |
| Causal                 | γιατί, διότι, επειδή, αφού                                                                        | perquè                                                    |
| Condicional, hipotètic | αν, εάν, άμα, σαν                                                                                 | si                                                        |
| Final                  | να, για να                                                                                        | per tal que                                               |
| Consecutiu             | ώστε (να), που                                                                                    | així que, per a què                                       |
| Dubte                  | μη(ν), μήπως                                                                                      | potser                                                    |
| Comparatiu             | παρά                                                                                              | que, com                                                  |

La paraula να ([na]) fa de partícula subordinant genèrica, el que de vegades en català es traduiria per una frase subordinada d'infinitiu o per uns subordinada completiva amb el verb en subjuntiu i introduïda per que, en oracions com προτιμώ να πάω ([protiˈmo na ˈpao], 'Prefereixo anar-hi', literalment '(Jo) prefereixo que (jo) hi vagi') o προτιμώ να πάει ο Γιάννης ([protiˈmo na ˈpai o ˈʝannis], 'Prefereixo que hi vagi el Joan'). Aquesta partícula marca el verb següent com a mode subjuntiu.
L'ús de la partícula να està sovint associada amb els significats d'irrealitat o hipotètics, fets que no han succeït (encara), que s'esperen o que es desitgen. Així, contrasta amb ότι [ˈoti] i πως [pos], que corresponen amb significat de fet real o acomplert. La diferència es pot veure al contrast entre μας είπε να πάμε βόλτα ([mas ˈipe na ˈpame ˈvolta], 'ens va dir que anéssim de passeig') vs. μας είπε πως πήγε βόλτα ([mas ˈipe pos ˈpiʝe ˈvolta], 'ens va dir que havia anat de passeig'). Quan es fa servir sola amb un verb, la partícula pot expressar un desig o una ordre com a να πάει! ([na ˈpai], 'que se'n vagi!').
A diferència d'altres conjuncions subordinants, να sempre apareix seguida immediatament pel verb que afecta, només pot ser separada per pronoms febles o altres clítics que puguin ser preposats al verb, però no per un subjecte o altres elements inicials d'oració.

## Negació
Per a marcar la negació, el grec modern té dos partícules negatives diferents, δε(ν) ([ˈðen], den) i μη(ν) ([ˈmi(n)], mi(n)). Δεν es fa servir en frases en indicatiu, mentre que μην es fa servir principalment en contextos subjuntius, o bé rere la partícula subjuntiva να o com a substitut negatiu del mateix να. Les dues partícules són sintàcticament part del grup de proclítics que apareixen davant mateix del verb i que només admeten entremig pronoms febles clítics. La distinció entre δεν i μην és una característica particularment arcaica en grec, que continua una antic marcador negatiu de mode prohibitiu heretat de l'indoeuropeu. Com a tal, μην s'associa sovint amb l'expressió d'un desig que un fet no succeeixi pas, que no esdevingui realitat:
- Δεν του ζήτησα να έρθει. (Den tou zitisa na erthei, "No li vaig pas demanar que vingués.")
- Του ζήτησα να μην έρθει. (Tou zitisa na min erthei, "Li vaig demanar que no vingués pas.")

Quan es fa servir sol amb un verb en subjuntiu i en segona persona, el prohibitiu μην serveix com a imperatiu negatiu, que al seu torn no es pot negar. Així, la negació de l'imperatiu positive τρέξε ([ˈtrekse], 'corre!') és μην τρέξεις ([min ˈtreksis], 'no corris pas!', construït amb subjuntiu com en català).
La partícula όχι ([ˈoçi], ochi) serveix com a paraula aïllada per a la negació ('no'), també per a la negació de les frases el·líptiques sense verb, i per a la negació contrastiva d'elements individuals:
- Κάλεσα την Μαρία, όχι τον Γιώργο. (Kalesa tin Maria, ochi ton Giorgo, "Vaig convidar la Maria, no pas el Jordi.")

Per a la negació d'elements, el grec requereix el que en diríem concordança negativa. L'element negat es marca amb una paraula amb polaritat negativa (e.g. κανένας 'ningú/cap', τίποτα 'res', πουθενα 'enlloc'), i el verb es marca addicionalment amb la marca negativa de frase δεν (o μην). En contextos el·líptics sense verb, la polaritat negativa pot ser suficient per a expressar la negació.
|                            | masculí                          | masculí                         | femení             | femení                | neutre                | neutre                |
| -------------------------- | -------------------------------- | ------------------------------- | ------------------ | --------------------- | --------------------- | --------------------- |
| nominatiu genitiu acusatiu | κανένας o κανείς κανενός κανέναν | [-enas] o [-is] [-enos] [-enan] | καμία καμιάς καμία | [-mia] [-mias] [-mia] | κανένα κανενός κανένα | [-ena] [-enos] [-ena] |

El pronom/adjectiu negatiu κανείς ([kaˈnis], kaneis), i.e. ningú/cap es declina en els tres gèneres i els tres casos.
- Δεν θέλω κανέναν εδώ. (Den thelo kanenan edo, "No vull ningú aquí.")
- —Είναι κανείς εδώ; —Όχι, κανείς. (—Einai kaneis edo? —Ochi, kaneis, "'Que hi ha ningú aquí?' 'No, ningú.'")
- Δεν έκανα κανένα λάθος. (Den ekana kanena lathos, "No he fet cap error.")

Per altra banda, el pronom negatiu ουδείς ([uˈðis], oudeis), de la tradició culta del grec antick, es fa servir sense concordança negativa:
- Ουδείς πείστηκε. (Oudeis peistike, "Ningú (no) es va convèncer.")

|                            | masculí               | masculí              | femení                      | femení                   | neutre              | neutre              |
| -------------------------- | --------------------- | -------------------- | --------------------------- | ------------------------ | ------------------- | ------------------- |
| nominatiu genitiu acusatiu | ουδείς ουδενός ουδένα | [-is] [-enos] [-ena] | ουδεμία ουδεμιάς ουδεμία(ν) | [-mia] [-mias] [-mia(n)] | ουδέν ουδενός ουδέν | [-en] [-enos] [-en] |

## Subordinades relatives
El grec té dos maneres de formar frase relatives. La més senzilla i la molt més habitual fa servir la partícula relativa invariable που ([pu], 'que', literalment 'on'), com a: η γυναίκα που είδα χτες ([i ʝiˈneka pu ˈiða xtes], 'la dona que vaig veure ahir'). Quan l'element relativitzat és un subjecte, objecte o sintagma adverbial dins de la frase relativa, llavors, com sovint en català, no s'explicita dins de la frase relativa a part de la partícula relativa mateixa. Altres tipus d'elements relativitzats, però, com els posseïdors, sí que es representen dins de la frase relativa amb un pronom anafòric, com a: η γυναίκα που βρήκα την τσάντα της (/i ʝiˈneka pu ˈvrika tin ˈt͡sanda tis/, 'la dona de qui vaig trobar la bossa', literalment 'la dona que jo vaig trobar la seva bossa').
L'altra manera més formal de formar frases relatives fa servir pronoms relatius compostos i flexionats. Són formats amb l'article definit i un element pronominal que es flexiona com un adjectiu: ο οποίος, η οποία, το οποίο ([o oˈpios, i oˈpia, to oˈpio], etc., literalment 'el qual, la qual, etc.'). Tots dos elements tenen flexió per cas, nombre i gènere segons les propietats gramaticals de l'element relativitzat dins de la frase relativa, com a: η γυναίκα την οποία είδα χτες ([i ʝiˈneka tin oˈpia ˈiða xtes], 'la dona la qual [acusatiu] vaig veure ahir'); η γυναίκα της οποίας βρήκα την τσάντα ([i ʝiˈneka tis oˈpias ˈvrika tin ˈt͡sanda], 'la dona de la qual [genitiu] vaig trobar la bossa').

## Construccions condicionals
Les construccions condicionals més habituals es fan amb la partícula αν ('si').
- αν + passat perfet + θα + passat perfet (= condicional perfet) per expressar una condició passada que no es va arribar a realitzar. E.g. αν είχα φτάσει νωρίτερα θα τον είχα βρει στο σπιτι ('si hagués arribat abans, l'hauria trobat a casa').

- αν + imperfet + θα + imperfet (= condicional simple) per expressar una condició irreal o imaginada, sigui en el passat, en el present o en el futur. E.g. αν την αγαπούσε δεν θα εφευγε ('si l'estimés no se n'aniria').

- αν + subjuntiu + θα + present (= futur) per expressar una condició possible en el present o en el futur. E.g. αν βρω καλό γιαούρτι, θα κάνω τζατζίκι ('si trobo bon iogurt, faré tzatziki')

Encara que moltes altres combinacions de temps verbals són possibles segons els matisos que es vulguin introduir. E.g. αν είδατε τι έγινε, πρέπει να μας το πείτε ('si heu vist el que ha passat, ens ho heu d'explicar').